# Аварська кухня
Аварська кухня — національна, старовинна кухня аварців. Є однією із самобутніх кухонь північного Дагестану. Увібрала в себе традиції грузинської та азербайджанської кухонь, відчувала вплив сусідніх дагестанських народів.

## Особливості
Традиційно аварці люблять і багато їдять м'яса, переважно це баранина і яловичина. З нього варять наваристі супи (чурпа або шурва), роблять начинку для борошняних страв, смажать шашлик. Найвідомішими є чурпа сочівична, чурпа зі щавелю, панк-чурпа, чурпа звичайна.
Візитівкою аварської кухні є сушене м'ясо. У той час, коли не було холодильників, сушене м'ясо довзволяло на тривалий час зберігати поживну їжу. З нього готується багато страв (кукурудза з квасолею, фасолевий суп з сушеного м'яса).
Овочів використовується дещо менше, здебільшогоу це цибуля і помідори, на другому місці картопля і баклажани, разом з тим величезна кількість найрізноманітнішої зелені, часнику, оцту, гірчиці та інших гострих приправ.
Саме з аварської кулінарії прийшли такі незвичні для європейців поєднання, як сир із зеленню та часником, сушена ковбаса з молочними напоями. Характерним для даної кухні — це коржі з прісного тіста — чуду, з усілякою, різноманітними начинками. Особливо смачні вони гарячими, тільки що приготованими. Наповнювачем їм служить м'ясо, картопля, сир, помідори, все з великою кількістю зелені і приправ, навіть окремо одна зелень самих різних видів, культурна і дика, трохи присмачена сметаною або сирими чи звареними в круту яйцями. Смажаться такі коржі на сухій, без краплі жиру сковороді, а маслом змащуються вже готові.

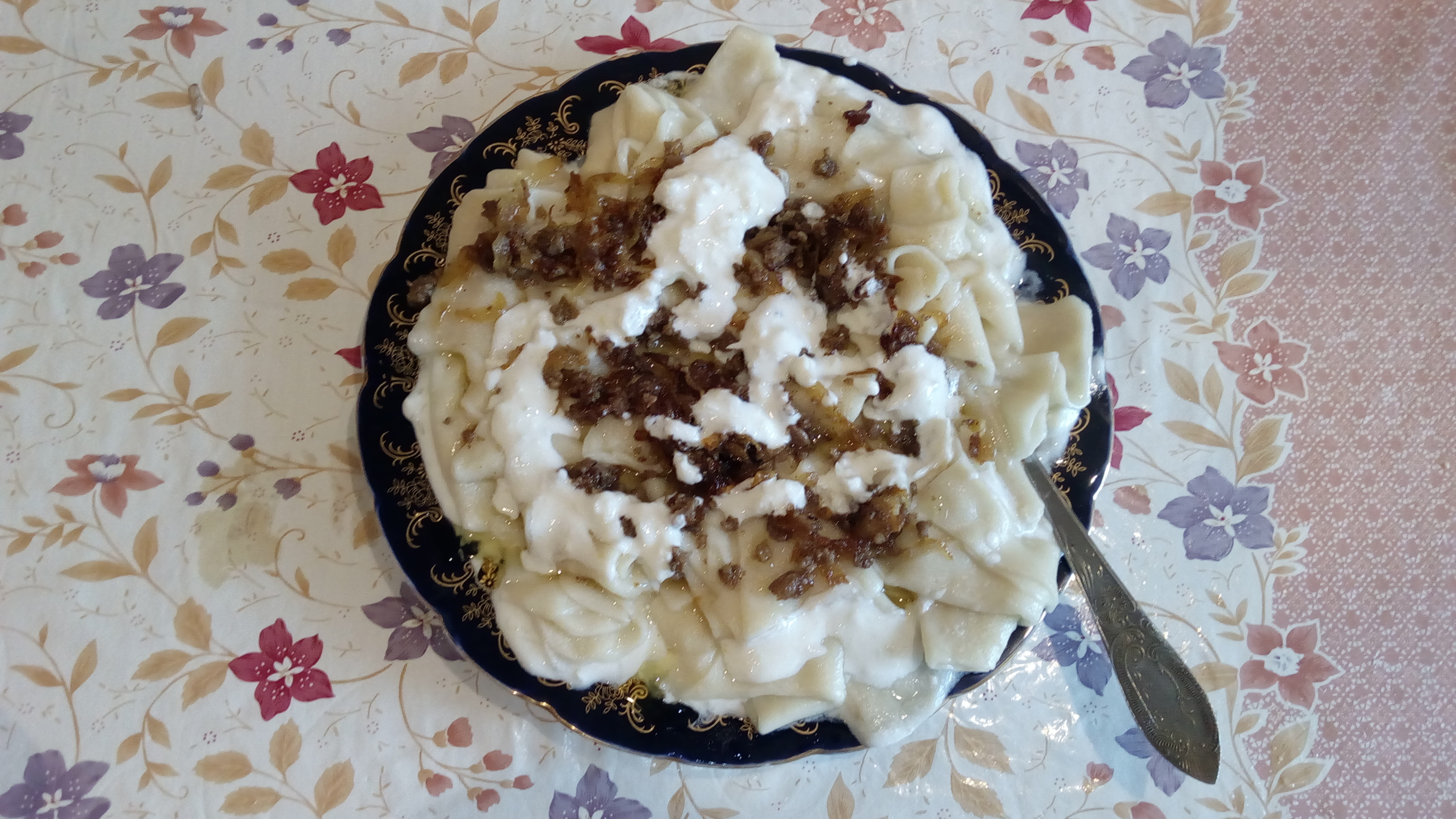
Хінкал

Наступний за популярністю страва — хінкал. За звучанням схоже на грузинські хінкалі, проте це зовсім інша їжа. Аварский хінкал на відміну від лацького та кумицького є найскладнішим, його приготування вимагає досвіду і певних навичок. Тісто замішується на кефірі, кисляку або сироватці, тоді як для інших — на воді. Вимішують його лише руками. Тісто для хінкала розкочують тонким пластом, розрізають на квадратики, ромбики або смужки, які скачують равликом. Потім шматочки відварюють у бульйоні, а готові кладуть на велике блюдо, поливаючи топленим маслом. Хінкал можна варити в бульйоні, а можна окремо — у воді, тоді він виходить пишніше і красивіше на вигляд. Традиційний соус до хінкали — сметана з часником, зеленню, чорним перцем і кмином, або використовують також томатну пасту. . Також до хінкали подають піалу міцного бульйону, мариновані помідори, квашені баклажани та інші соління. Особливою є процес вживання хінкала. На одній тарілці викладають великі шматки вареної баранини, сарісі (шматки баранячого сала, складені у трубочки та зварені у солоній воді)), посипані зеленню, на іншій — ромбики (квадратики) відвареного тіста, у третій мисці — гострий часниково-томатний соус, а в четвертій — баранячий бульйон. Ромбик тіста вмочується в соус, з'їдається і запивается бульйоном, а шматок баранини — вином. Цінується хінкал і на другий день, підсмажений на сковороді на вершковому маслі. Знаними є також чабанський хінкал (готується з бобового та пшеничного борошна, відрізняється формою — кусочки тіста затискають кожен по черзі в кулаці так, щоб на них залишалися сліди пальців); хунзахський хінкал (з баранячими вижарками, волоським горіхом та бринзою); хіндальський хінкал (з сушеним м'ясом, кукурудзяним борошном).
Іншою цікавинкою аварської кухні є курзе. Воно чимось нагадує пельмені або манти. Але курзе трохи більше, мають форму краплі, начинка в них гостріше, а защипуються вони обов'язково косичкою. В результаті в курзе можна покласти навіть рідку начинку, наприклад збиті із зеленню сирі яйця. У цьому випадку «мішечок» спочатку заплітається до середини, потім наливається вміст і кіска акуратно доплетается до кінця. Курзе буває м'ясним, сирним, картопляним, сирним, в різному поєднанні даних продуктів, і з масою інших наповнювачів.
Найпопулярніші національні солодощі: бахух (халва), повітряна кукурудза, волоські горіхи з медом. Завершують трапезу чай і фрукти.